# 黒木敏之
黒木 敏之（くろき としゆき、1953年10月11日 - ）は、日本の実業家、政治家。宮崎県児湯郡高鍋町長（3期）、黒木本店代表取締役会長、尾鈴山蒸留所前代表取締役社長。

## 人物・経歴
高鍋町生まれ。1972年、宮崎県立高鍋高等学校を卒業。1977年、立教大学経済学部を卒業し、ソニープラザに入社。1980年、黒木本店入社、黒木本店代表取締役。1996年、株式会社尾鈴山蒸留所を設立し、同社代表取締役社長。2007年、高鍋商工会議所会頭、高鍋町観光協会会長就任。

### 2017年高鍋町長選挙
2017年の高鍋町長選挙に無所属で立候補して、元同町議会議員の新人を破って初当選を果たした。
※当日有権者数：17,322人 最終投票率：54.76%（前回比： 0.19pts）
| 候補者名 | 年齢 | 所属党派 | 新旧別 | 得票数  | 得票率 | 推薦・支持 |
| -------- | ---- | -------- | ------ | ------- | ------ | ---------- |
| 黒木敏之 | 63   | 無所属   | 新     | 6,293票 | 67.33% | -          |
| 松岡信博 | 58   | 無所属   | 新     | 3,054票 | 32.67% | -          |

2021年、無投票で2期目の当選を果たす。2025年、無投票で3選を果たした。